# Hasta siempre, Comandante
Hasta siempre, Comandante  ili jednostavno Hasta siempre pjesma je na španjolskom jeziku kubanskog glazbenika Carlosa Puebla iz 1965. godine. Opjevava oproštajno pismo Chea Guevare napisano prije nego što je napustio Kubu kako bi pomagao revoluciju u Kongu i onu u Boliviji, gdje je na kraju poginuo 1967. godine.
Pjesma opjevava ključne detalje Kubanske revolucije, glorificirajući ulogu Guevare kao revolucionarnog komadanta. Postaje vrlo popularna u ljevičarskim krugovima poslije Guevarine egzekucije, a mnogi su je glazbenici pjevali kao cover. Naziv pjesme aludira na poznate Guevarine riječi »Hasta la victoria siempre« (Zauvijek do konačne pobjede).

## Verzije pjesme
Postoji više od dvjesto inačica ove pjesme, među ostalim i sljedećih popularnih glazbenika Latinske Amerike: Compay Segundo, Los Calchakis, Los Olimareños, Ángel Parra, Soledad Bravo, Óscar Chávez, Nathalie Cardone, Robert Wyatt, Inés Rivero, Silvio Rodríguez, Enrique Bunbury, María Farantouri, Boikot, Walter César, Zebda, Xesco Boix, Wayna Taki, Verónica Rapella, Rolando Alarcón, Los Machucambos, Julio César Barbosa, Radio Obrera, Celso Piña, Ixo Rai. Najpoznatijom inačicom u Latinskoj Americi smatra se ona Compaya Segunda, a u Europi verzija Nathalie Cardone.